# 黑背天竺鯛
黑背天竺鯛，為輻鰭魚綱鈎頭魚目天竺鯛科的其中一個種。

## 分布
本魚分布於東南太平洋區，包括加拉巴哥群島及哥倫比亞海域。

## 深度
水深3至46公尺。

## 特徵
本魚體延長而側扁，眼大，口大略下位。魚體下半部橘紅色，上半部為黑紫色，側線明顯，第二背鰭及尾鰭上端各具一黑斑，體長可達8.9公分。

## 生態
本魚棲息於珊瑚礁或岩礁，白天躲藏於岩架下或岩洞中，夜間出來覓食，喜成群游動，屬肉食性，以底棲甲殼類為食。繁殖期時，雄魚具有口孵習性，卵約7日化成仔魚，由雄魚吐出，具短暫的仔魚飄浮期。

## 經濟利用
不具任何經濟價值。

## 外部連結
- 黑幼背天竺鯛圖片

1. ↑  Smith-Vaniz,B.; Collette, B.; Bussing, W.; Guzman-Mora, A.G.; Salas, E. . The IUCN Red List of Threatened Species. 2010, 2010: e.T183259A8082017  [20 November 2021]. doi:10.2305/IUCN.UK.2010-3.RLTS.T183259A8082017.en .